# Teatro total

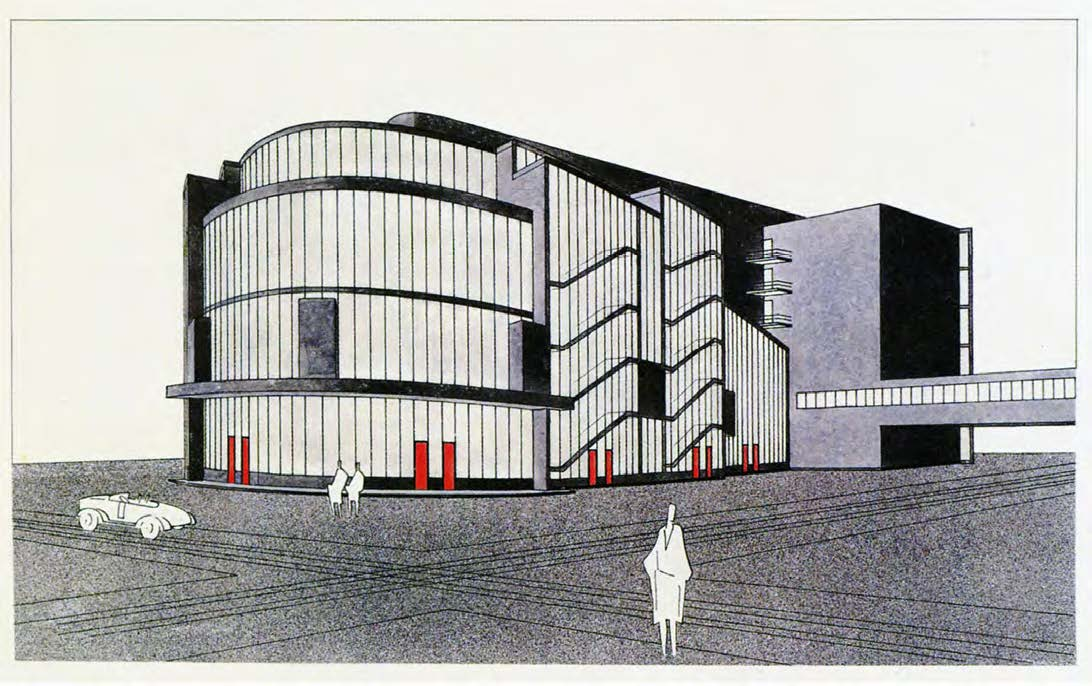
Walter Gropius, proyecto del Teatro Total para Erwin Piscator. 1927, perspectiva de Stefan Sebök, tinta china y témpera aplicada por aspersión, 69 x 95,7 cm, cortesía del Busch-Reisinger Museum, Harvad University Art Museums, donación de Walter Gropius.

El Teatro Total fue un proyecto artístico y arquitectónico desarrollado durante la República de Weimar (1918-1933) por Erwin Piscator y Walter Gropius, fundador de la reputada escuela artística Bauhaus. Aunque el proyecto nunca llegó a construirse, el objetivo de este era el de crear un teatro que juntase las nuevas innovaciones técnicas que el proceso industrial traía con el fin de integrar al espectador en la escena. Dicha construcción se ideó con la capacidad -entre otras- de cambiar al mismo tiempo que la representación teatral lo hacía. 

## Contexto histórico

### El teatro en la Alemania de principios desigloXX
Es necesario entender primeramente la modificación del ámbito cultural y social producido por la Revolución Industrial del siglo XIX. La introducción de las máquinas a la vida humana aumentó el ritmo de los desarrollos —más allá de los técnicos— artísticos y culturales. Con el inicio del que parecía el esperanzador siglo XX, las tendencias artísticas —sobre todo, las pictóricas— fueron abandonando progresivamente la representación de la realidad perceptible para dar paso a conceptos abstractos con las vanguardias artísticas. 
Del mismo modo, la arquitectura también adquirió tendencias innovadoras provenientes de la industrialización como el dinamismo, las líneas diagonales, espirales y helicoides, asimetría i, lo que más se relaciona con el teatro, la incorporación de la maquinaria a las nuevas estructuras provocó tendencias que renovaran el teatro europeo. 
Las renovaciones teatrales del siglo XX pasarán por una modernización de éste a través del cambio en los códigos para incorporar nuevos elementos. Mientras que las diversas tendencias artísticas europeas se complejizaban en busca de nuevas vías de expresión y representación, el teatro se ayudará de las nuevas creaciones tecnológicas para alejarse del siglo pasado. El “nuevo” teatro se apoyará en los medios técnicos, los objetos, las composiciones, instalaciones, luces, colores y proyecciones con un mismo objetivo: sumergir al espectador en la representación, involucrarlo sensorial y físicamente, conseguir una experiencia total.

### ElTeatro Proletariode Piscator
La manifestación cultural de la clase popular en Alemania se dio a mediados del siglo XIX con el nacimiento del movimiento obrero gracias a organizaciones como la Asociación General de Trabajadores de Alemania (1863) o el Partido Socialdemócrata obrero de Alemania. Con estas, se generó una conciencia de clase que llevó a la clase proletaria “demandar su propia cultura”. Al acabar la Primera Guerra Mundial, el final de la Monarquía provocó un desequilibrio en las tradiciones y en aquello asentado, un desequilibrio que las vanguardias culturales aprovecharon para proponer nuevos lenguajes y formas. Así pues, se empezó a configurar en los márgenes un nuevo Teatro Ploretario a manos de Erwin Piscator y Hermann Schüll el objetivo primordial del cual era romper con la estructura teatral burguesa y hacer el teatro accesible a las masas populares de las grandes ciudades. 
"Las aspiraciones que han de animar a la dirección del Teatro del Proletariado han de ser: simplificar la expresión y la construcción, procurar un efecto claro e inequívoco sobre el sentir del público obrero, subordinar todo propósito artístico al objetivo revolucionario, es decir, inculcar y propagar conscientemente el espíritu de la lucha de clases." 
Centrarse en el mensaje traerá como consecuencia un lenguaje simple y conciso que se acerque al de las masas obreras el cual no se centrará en las emociones sino en los planteamientos políticos con el fin de educar moralmente a los espectadores. 
El teatro ya no debía producir en el espectador un efecto meramente sentimental ni especular con su rapidez de reacción emotiva…; ahora se dirigía conscientemente a su razón. No debía proporcionar solamente arrobamiento, entusiasmo, desgarramiento, sino también explicaciones, instrucción y enseñanzas.
Así pues, los objetivos de Piscator cada vez se acercaban más a la fusión entre el público y la escena. Con el desarrollo de su Teatro Proletario, este observó la disposición de los teatros berlineses como un obstáculo para el cumplimiento de su fin propagandístico. Consideraba que la disposición obsoleta del auditorio, con un patio de butacas estratificado por clases sociales dificultaban tal finalidad. 
La forma de teatro que domina en nuestra época es la forma del absolutismo, que se ha sobrevivido a sí misma…: el teatro real. Con su distribución en patio de butacas, gradas, palcos y galerías refleja las capas sociales de la sociedad feudal

### El cine en el teatro de Piscator
El cine había llegado a unas cotas de popularidad inimaginables, era el nuevo medio de entretenimiento de las masas debido a la novedad que suponía y las innovaciones técnicas que trajo consigo el cinematógrafo. Erwin Piscator supo ver este potencial y decidió incorporarlo en sus montajes escénicos, lo usaba como decorado escénico o ambientación histórica y documental. Sin embargo, pese a los instrumentos tecnológicos, la finalidad seguía sin cambiar, el cine en la escena no se usaba como un fin sino como un medio para involucrar al espectador en la escena y seguir trasmitiendo un mensaje propagandístico fiel a los ideales del proletariado.

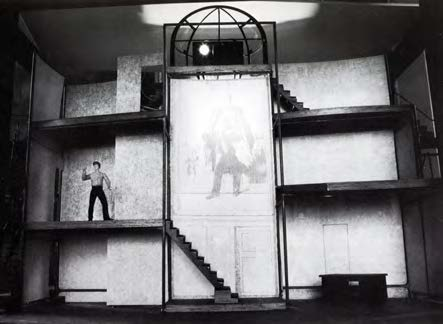
Escenografia para la obra Hoppla-wir Lebben en el Theater am Nollendorfplatz, 1927.

El teatro había perdido todo interés. La película más miserable contenía más actualidad, reflejaba mejor la excitante realidad de nuestros días que cualquier teatro con su pesada maquinaria dramática y técnica. No es que el teatro, como institución se sobreviviera a sí mismo; lo que se sobrevivían eran su dramática y sus formas.

## Proyecto del Teatro Total
Las necesidades en puesta escénica que propone Piscator obligaban a remodelar la estructura arquitectónica del teatro casi al completo. Sus intentos de renovación en los teatros que alquilaba eran insuficientes así que decidió encargar el proyecto a uno de los arquitectos Alemanes más importantes del principio de siglo, el creador de la escuela Bauhaus, Walter Gropius.
La intención de Piscator era la de construir un dispositivo con funciones móviles capaz de albergar, en un mismo espacio y edificio, cualquiera de las formas del teatro clásico: tanto el teatro central como el circular y el de proscenio. Toda esta infraestructura debía estar repleta de sistemas audiovisuales que ayudasen, de la mano de la estructura móvil, al objetivo primordial: eliminar las barreras entre el público y el actor; incorporar a este en la puesta en escena. 
El proyecto se desarrolló en el estudio de Gropius entre el 12 de marzo y el 20 de octubre de 1927. El desarrollo del proyecto, que nunca llegó a ver la luz, se puede agrupar en cuatro fases tal y como Prieto López expone en su estudio. 

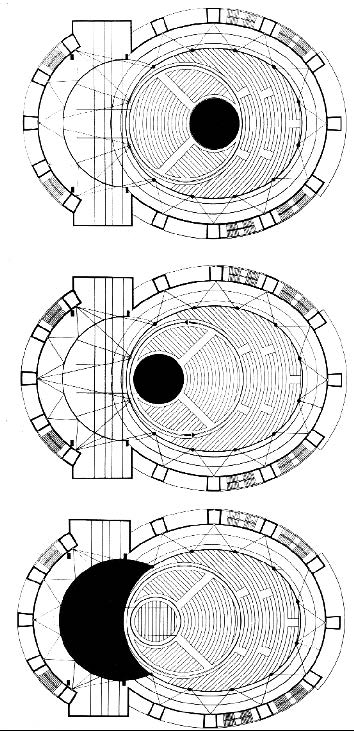
Plantas del edificio del Teatro Total

### Primera fase
La primera fase parte del proyecto parte de influencias de Poelzig y Van del Velde y se empezó por fusionar las escaleras a la planta circular. El escenario se forma a partir de una serie de plataformas hidráulicas circulares capaces de rotar y desplazarse. Del mismo modo, y de nuevo para conseguir aquello que el teatro proletario se proponía, se amplía la capacidad estándar de las graderías.

### Segunda fase
La segunda fase del proyecto fue la más importante ya que recogió la mayoría de innovaciones que se acabarían recogiendo en el proyecto definitivo y que definirían la identidad y características de este. En esta etapa los esfuerzos se centran en definir y mejorar el funcionamiento de la escena circular que debía ser móvil.
La escena se plantea a partir de dos figuras geométricas básicas como la elipse y la circunferencia y en esta fase se plantea la relación entre ambas figuras para darle al proyecto la flexibilidad total mediante una ingeniosa rotación mecánica del círculo central del auditorio. De este modo, mediante un sencillo movimiento, se consigue cualquiera de las tres disposiciones teatrales anteriormente enunciadas: el teatro central, el circular y el de proscenio. 

Dicho mecanismo se presentó como una plataforma circular elevable. Estos movimientos de ascensión y descenso, junto a la rotación de la plataforma circular, se conseguían todas las configuraciones espaciales necesarias, que implicaban a ambas partes, tanto actores como público. 
Una transformación total del salón se obtiene con sólo hacer que el piso del patio de butacas pueda girar alrededor de su centro, 180 grados -para comprender bien esto hay que tener en cuenta que, aunque el salón total es ovalado, el patio de butacas, juntamente con la plataforma, constituyen un círculo colocado en la parte interior del óvalo-. Entonces, aquella pequeña plataforma redonda y hundible queda en el centro del salón como círculo circense, rodeado por todos lados de filas concéntricas de espectadores. ¡También durante la representación puede hacérsela girar mecánicamente! El actor tiene acceso a ese círculo por medio de escaleras que suben desde el sótano o por el pasillo que une con el escenario, o bien bajando desde el techo por andamiajes o escaleras que, al mismo tiempo, permiten desarrollar en el redondel escenas introducidas verticalmente.
En esta fase se define también la disposición de la gradería del auditorio. Con espacio para unas dos mil personas, representantes todas ellas de las clases populares. Las butacas se organizan en filas concéntricas dentro de la elipse. Y aunque se conforma como un graderío inclinado único, el objetivo no reside en la estratificación social (característica que Piscator quería eliminar) sino en conseguir similares condiciones acústicas y visuales para todos los asistentes. 
La invención trata de un edificio teatral con un escenario al fondo y un proscenio giratorio. La novedad consiste en lo siguiente: una plataforma giratoria situada en el patio de espectadores está provista de otra plataforma giratoria rodeada por dos filas de asientos y que sirve como espacio para las representaciones. Así pues, se trata de un teatro con un escenario al fondo y, al mismo tiempo, con un escenario central libre por todas partes.

### Tercera fase
En la tercera fase se profundizó en los aspectos audiovisuales relacionados con la proyección total que Piscator había solicitado. Destacará uno de los colaboradores del estudio de Walter Gropius: Stefan Sebök.  
En esta fase se incorporaran figuras como la del ingeniero de la compañía Zeiss, Walther Bauersfeld, el también ingeniero Dischinger y el astrónomo Max Wolf. Los tres construyeron entre 1922 y 1923 el primer planetario, el Zeiss I, la cúpula de éste, que empleaba la última tecnología de la compañía, resultó de interés para Gropius dadas las exigencias de Piscator referentes a la multiproyección.
Se diseñó como un espacio único elíptico que acoge el escenario y el auditorio sustentado por 12 pilares de hormigón armado, de los que parte una cúpula abierta en su parte superior. A la cúpula, ideada para la proyección cenital, se le añadió la proyección perimetral a modo de ciclorama en pantallas enrollarles dispuestas entre los pilares. Estas pantallas recibían proyecciones desde las cajas cinematográficas situadas a lo largo del perímetro del edificio. El objetivo del sistema de multiproyección era, de nuevo, activar la percepción del espectador sumergido en una experiencia que superaba visión unidireccional y focal del teatro clásico y el cine; activando así una tercera e incluso una cuarta dimensión espacial.

### Cuarta fase
En esta última fase se acabaran de perfeccionar los elementos técnicos de la cúpula.
La maqueta y los planos últimos fueron presentados a Piscator el 20 de octubre de 1927. En esta última versión se incorpora un aumento de la definición y una mejor precisión en los trazados. 
La cúpula metálica triangulada, apoyada sobre los doce pilares, no había sido concebida tan solo como un techo, sino que se pretendía que también participase artística y técnicamente. A través de la apertura que se dejó en un principio se introdujo un cilindro descolgado que alojaría elementos de apoyo escénico y técnico. 
Las pasarelas que antes colgaban de la cúpula y que se usaban a alojar medios, personal, o a ser empleadas como parte de los montajes, reducen su trazado a la mitad
La cúpula se recubre con lienzos blancos sobre los que se pretendía proyectar como si de una pantalla cóncava se tratase. Se conseguía sí una envolvente virtual completa.

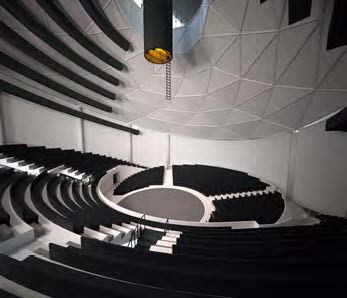
Reconstrucción del Teatro Total, vistas interiores, 2013.

Walter Gropius decidió cambiar el nombre del proyecto de Teatro Piscator a Teatro Total, dado que las soluciones que daba el proyecto también coincidían con los estudios que la Bauhaus llevaba tiempo investigando. 
El problema del espacio en el teatro ya nos venía ocupando, hacía tiempo, a mis amigos y a mí en la Bauhaus. El bienvenido encargo de Piscator y su obstinación en dichas pretensiones dio lugar a la solución final, que ahora aguarda ser llevada a la práctica. Mi Teatro Total (patente alemana) permite a cada director de escena, con ayuda de inteligentes instalaciones técnicas, trabajar en una misma representación en la caja escénica, en el proscenio o en un circo, o en varias de estas escenas a la vez.